# Guido Cagnacci

San Jerónimo, Museo de Historia del Arte, Viena.

Guido Cagnacci (Santarcangelo di Romagna, 1601 - Viena, 1681/2) fue un pintor italiano del periodo final del barroco que perteneció a la escuela de pintura de Forlì y a la Escuela boloñesa. También ocupa un lugar especial en la historia del arte, porque se trasladó a Viena y exportó el último estilo clásico para el mundo de habla alemana.

## Biografía

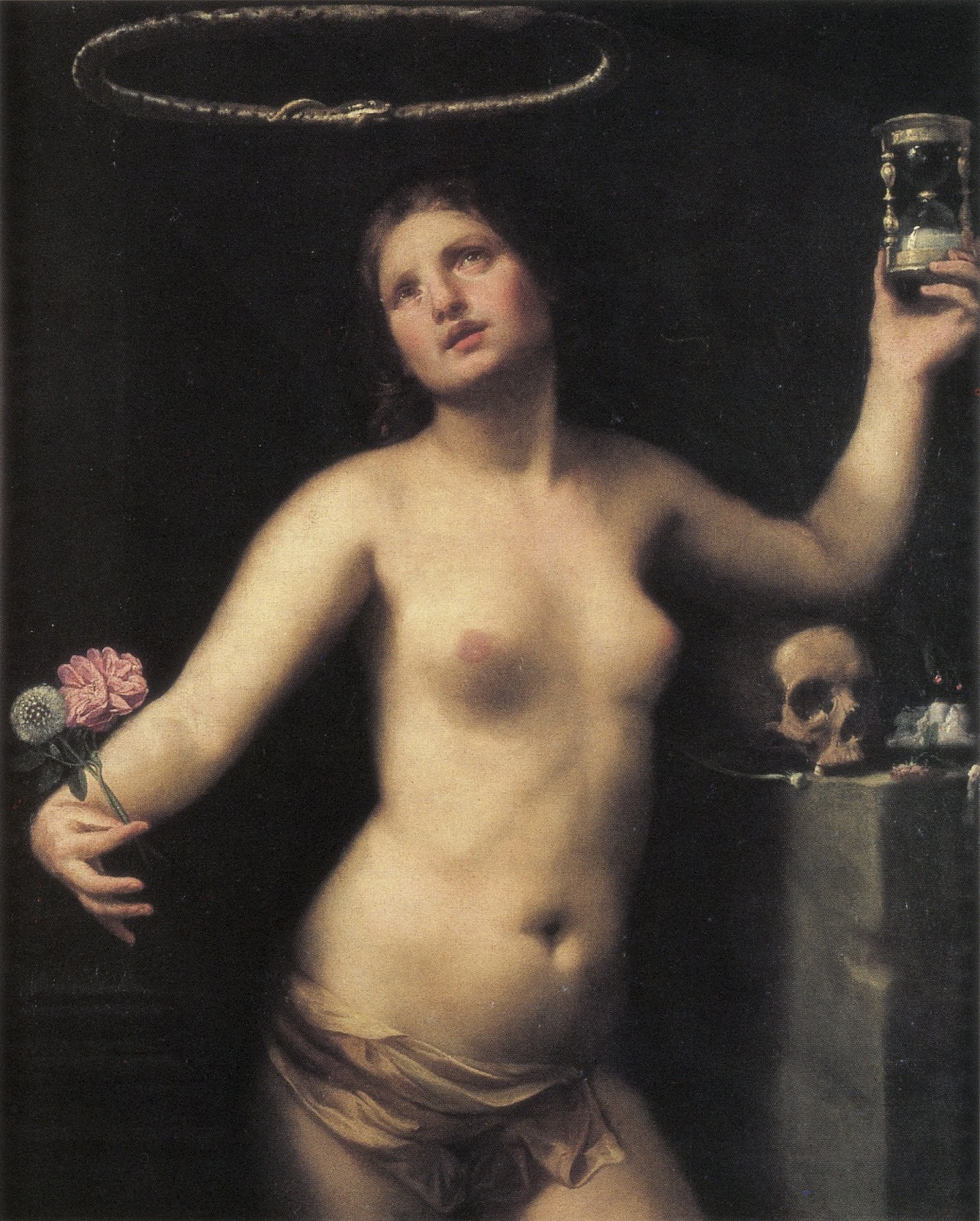
Alegoría de la vida humana, Colección privada.

Nació en 1601 en Santarcangelo di Romagna, una ciudad en la Via Emilia, a solo diez kilómetros de Rímini, y a una veintena de Cesena. No se sabe quién fue su primer maestro, pero entre 1618 y 1621 su padre lo mantiene en Bolonia para aprender el arte de la pintura, probablemente bajo la tutela de Ludovico Carracci (1555 – 1619), o un artista de su círculo.
Estuvo en Roma, en contacto con Guercino (1591 – 1666), Guido Reni (1575 – 1642) y Simon Vouet (1590 – 1649).
Su producción inicial incluye muchos temas devotos. Su pintura se documentó por primera vez con dos pinturas que adornan la capilla del Santísimo Sacramento en antiquo Oratorio del Santísimo Sacramento de Saludecio (ahora en lo Museo di Saludecio e del Beato Amato de Saludecio) e il San Sisto Papa de 1627 (Chiesa di Montepetrino in Saludecio, ahora en lo Museo di Saludecio e del Beato Amato). De 1623 a 1648 lleva a cabo su actividad principalmente en la región Romaña (Rávena, Forli, Cesena y Rímini entre otras); un período que originó la fama del artista y en el que absorbió la influencia de la pintura de Melozzo (1438 – 1494), pero también caracterizado por turbulentos acontecimientos tales como un intento de fuga frustrada con una joven viuda de la noble familia Stivivi, Teodora, por lo que en 1628 se le prohíbe la entrada en Rímini.

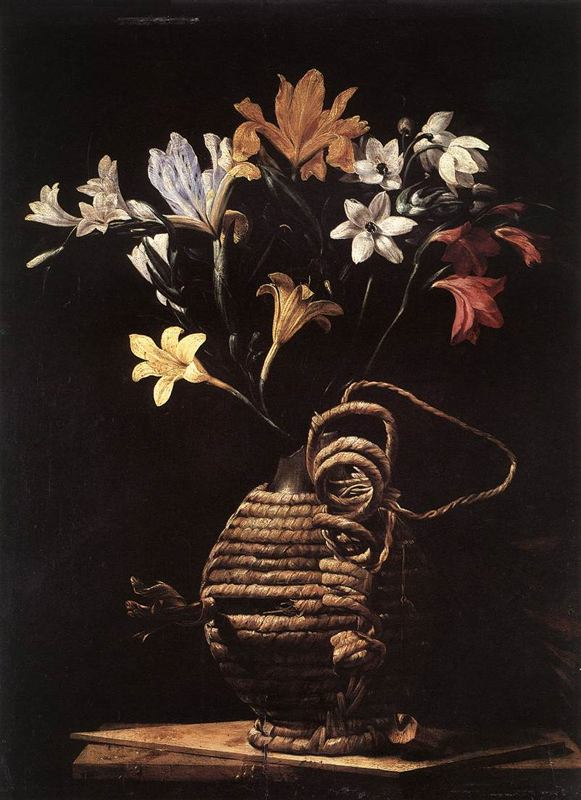
Flores en un frasco (hacia 1645). Pinacoteca comunal, Forlí.

En Santarcangelo di Romagna goza de la protección del obispo Bettini, que en 1635 le encargó el retablo con San José y San Egidio para la Hermandad de los carpinteros y herreros, trabajo que marca la línea divisoria entre la fase de la juventud y la madurez del artista, que destinará principalmente a los grandes maestros emilianos y, en particular, de Guercino y Guido Reni.
En 1643 trabaja en la pintura de la catedral de Forlí con San Valeriano y San Mercuriale, obras en las que no estrena ni del color ni de la perspectiva de Melozzo, mientras que en 1647 si muestra esas características en Faenza, en relación con la poderosa familia de Spada.
En 1648 termina la actividad romagnolesa del pintor que se traslada a Venecia, bajo el nombre de Guico Baldo Canlassi de Bolonia, donde renovó su amistad con Nicolas Régnier (1591 – 1667), y se dedicó a la pintura de su salón privado, describiendo varias mujeres sensuales desnudas de muslos para arriba, incluyendo a Lucrecia, Cleopatra y María Magdalena. Esto le alía con un capítulo de la pintura cortesana, resumida en Florencia por Francesco Furini (1600/3 – 1646) y Simone Pignoni (1611 – 1698) entre otros. En 1658, viajó a Viena, donde permaneció bajo el patrocinio del emperador Leopoldo I de Habsburgo (1640 – 1705).
Algunos contemporáneos le describen como excéntrico, poco fiable y de dudosa moralidad. De él se dice que disfrutó de la compañía de modelos travestidos.

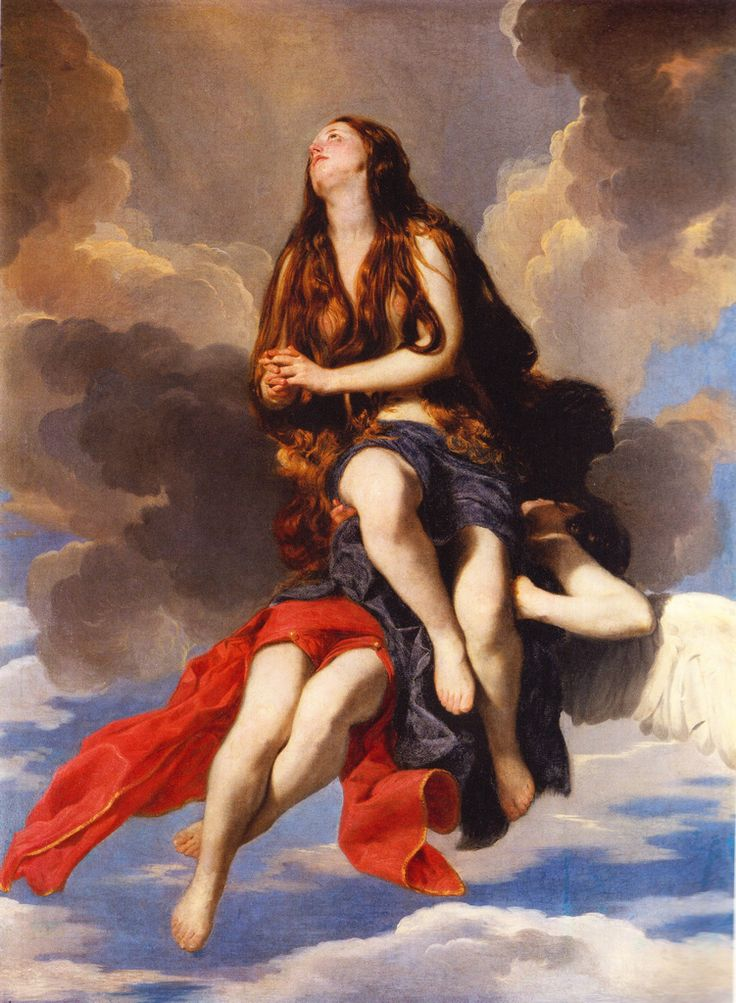
Magdalena llevada por un ángel, Galería Palatina, Palacio Pitti, Florencia.

El trabajo de Cagnacci fue, por un lado, "totalmente despreciado por sus contemporáneos", pero revaluado por la crítica moderna, que describe su pintura como "cálida con el aumento de los tonos de luz alegres, rica en el juego de sombras y colores."

## Obras

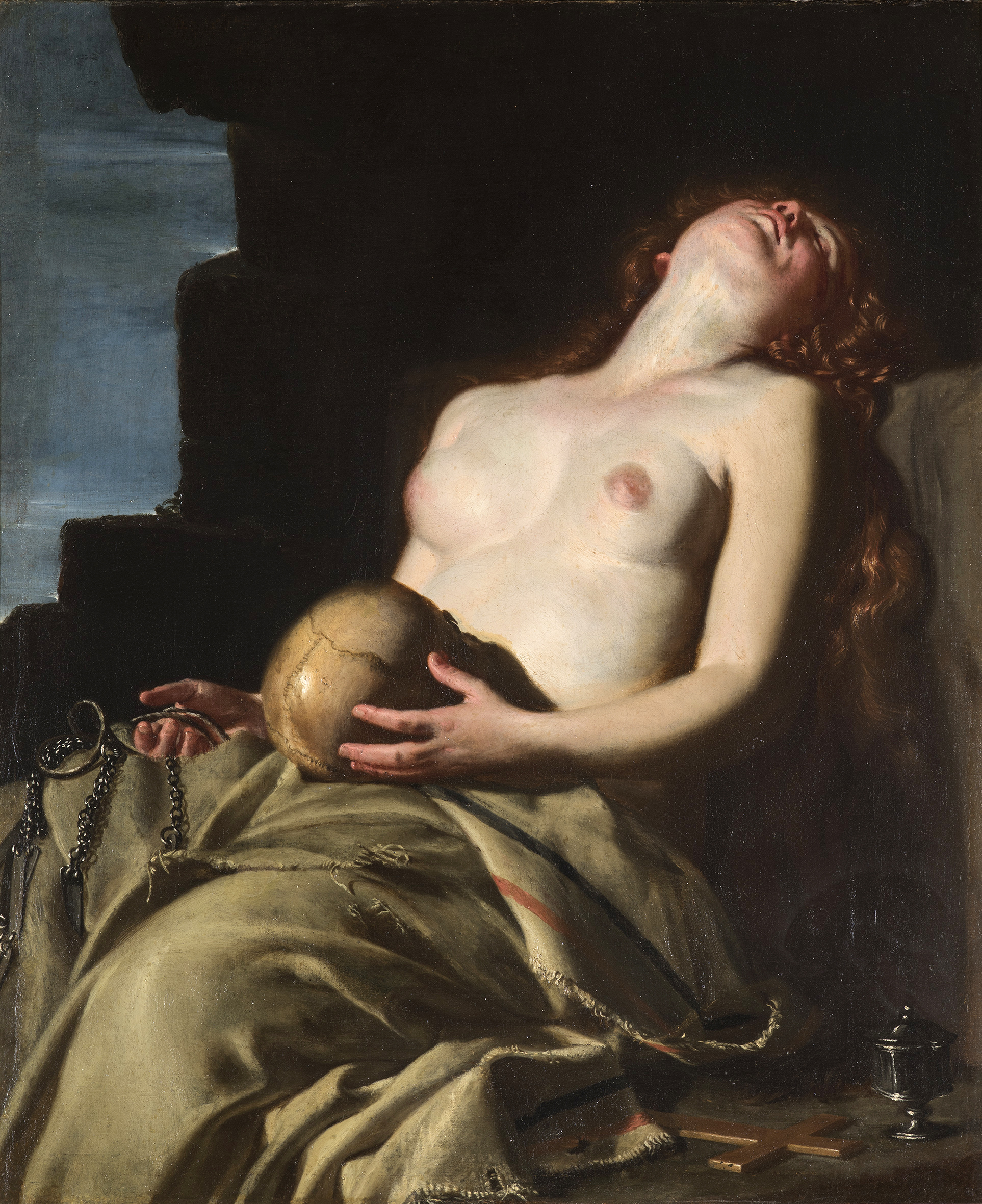
María Magdalena inconsciente (hacia 1665), Galería Nacional de Arte Antiguo, Roma.

- Jesús durmiendo con San Juan Bautista y San Zacarías (1630-40, Museo Condé, Chantilly).
- Procesión del Santísimo Sacramento (1627, Parroquia de Salucedio).
- Cristo con los Santos José y Egidio (1635).
- Virgen con los santos Teresa, Andrés Corsini y María Magdalena de Pazzi (1640, Santarcangelo di Romagna).
- Frescos en la Capilla de la Virgen del Fuego (Catedral, Forlì).
- Alegoría de la Astrología esférica (Museo Comunal, Forlì).
- Flores en un frasco (Inscrito, sobre 1645, Museo Comunal, Forlì).
- Gloria de los Santos y Valeriana Mercurial (1647, Faenza).
- David con la cabeza de Goliat (1650, Museo de Arte Columbia, Carolina del Sur).
- Jacobo pelando varillas (sobre 1650, Colección Real, Londres).
- Retrato de Leopoldo I (1657-8, Museo de Historia del Arte, Viena).
- Llamada de San Mateo (Museo de la Ciudad, Rímini).
- La muerte de Cleopatra (1658, Museo de Historia del Arte, Viena).
- San Jerónimo (sobre 1659, Museo de la Historia del Arte, Viena).
- María Magdalena penitente (sobre 1659, Museo de la Historia del Arte, Viena).
- La muerte de Cleopatra (sobre 1660, Pinacoteca de Brera, Milán).
- Alegoría de la vida humana (Colección privada).
- La muerte de Lucrecia (Museo de Bellas Artes, Lyon).
- Marta recriminando a María por su vanidad (después de 1660, Museo Norton Simon, Pasadena).
- María Magdalena inconsciente (sobre 1665, Galería Nacional de Arte Antiguo, Roma).
- El suicidio de Cleopatra (Museo de la Historia del Arte, Viena).
- Judith con la cabeza de Holofernes (Pinacoteca Nacional, Bolonia).
- La muerte de Cleopatra ( Museo Nacional Brukenthal, Sibiu).
- Lucrecia (Colección privada).
- María Magadalena (Colección privada).
- Magdalena llevada por un ángel (Galería Palatina, Palacio Pitti, Florencia).
- Santa Ágata (Colección del Banco Popular de Emilia-Romagna).
- Susana y los viejos (Museo del Hermitage, San Petersburgo)
- Tres mártires jesuitas en Japón.

## Galería

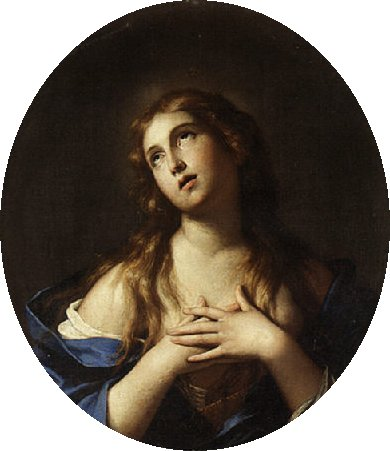
María Magadalena, Colección privada.
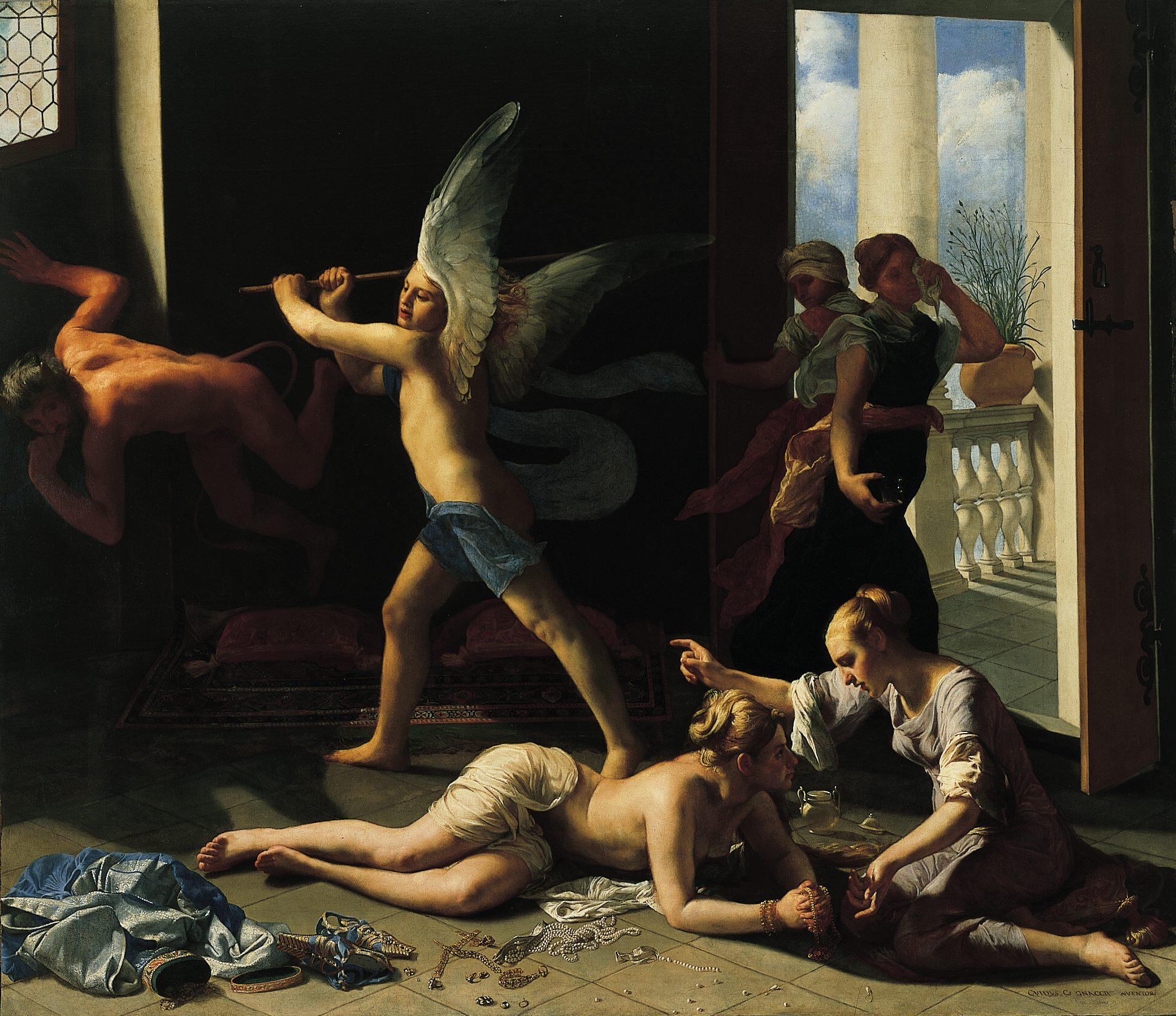
Marta recriminando a María por su vanidad (posterior a 1660). Museo Norton Simon, Pasadena.
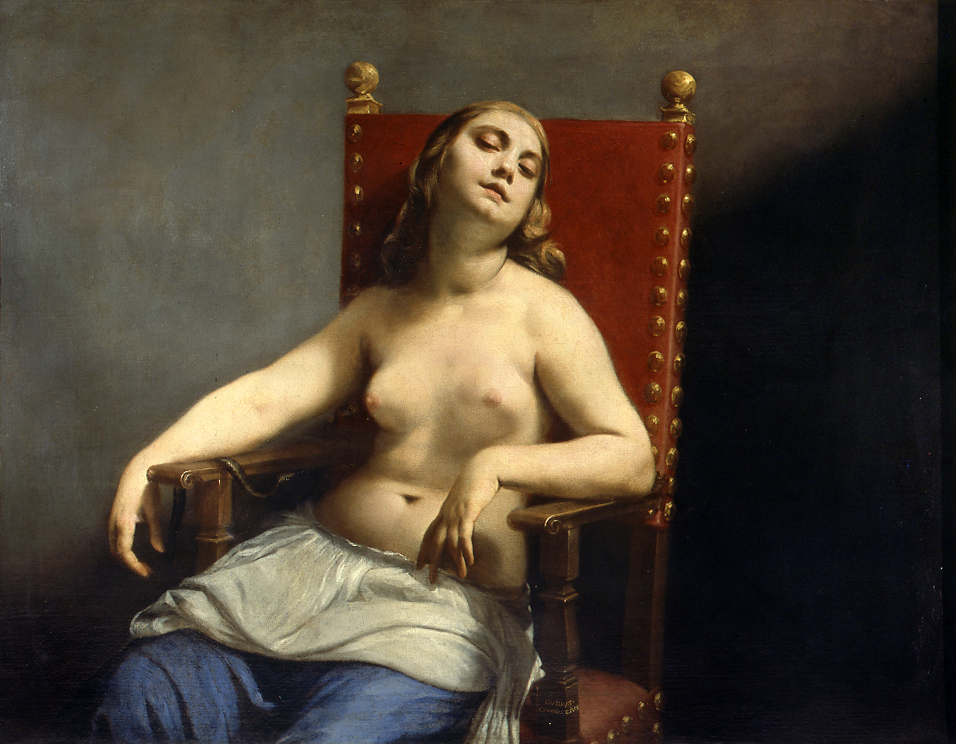
Muerte de Cleopatra (1658), Pinacoteca de Brera, Milán.
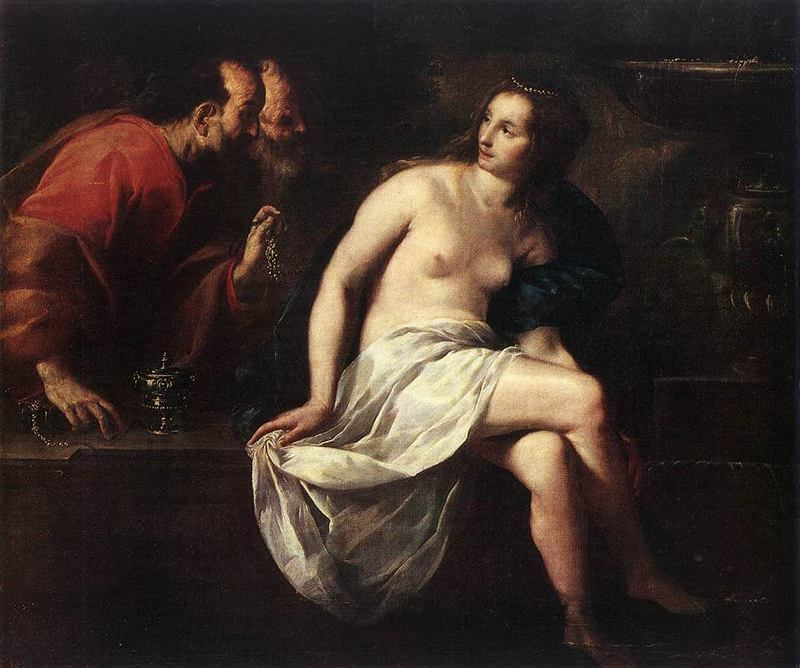
Susana y los viejos, Museo del Hermitage, San Petersburgo.
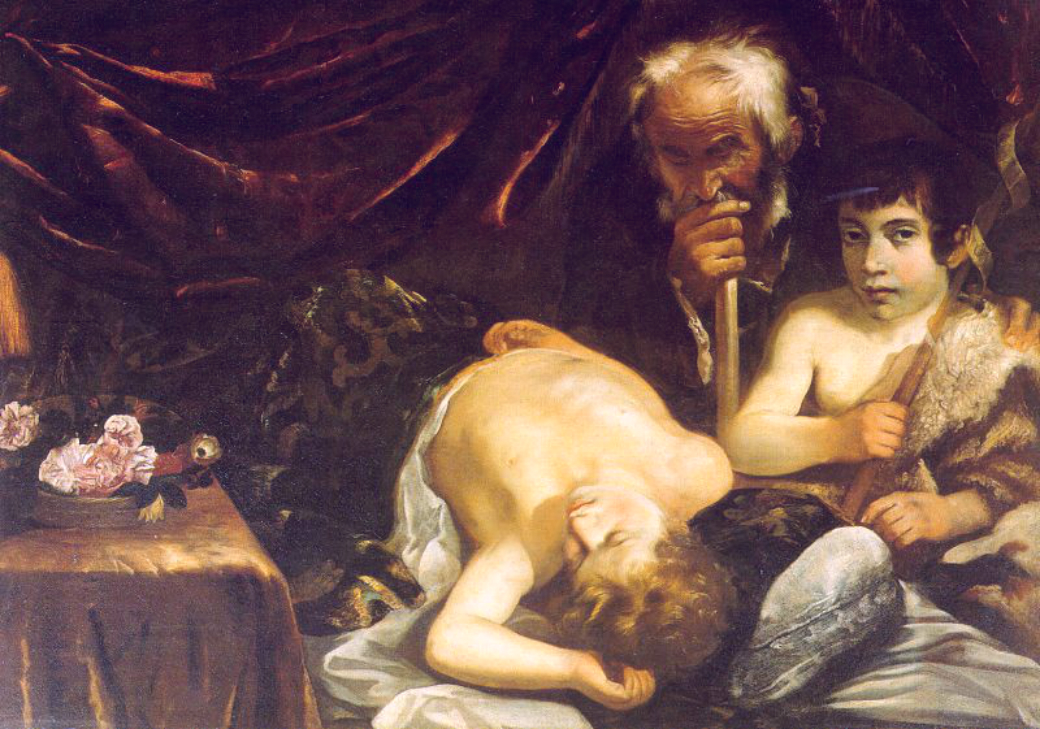
Jesús durmiendo con San Juan Bautista y San Zacarías, Museo Condé, Chantilly.
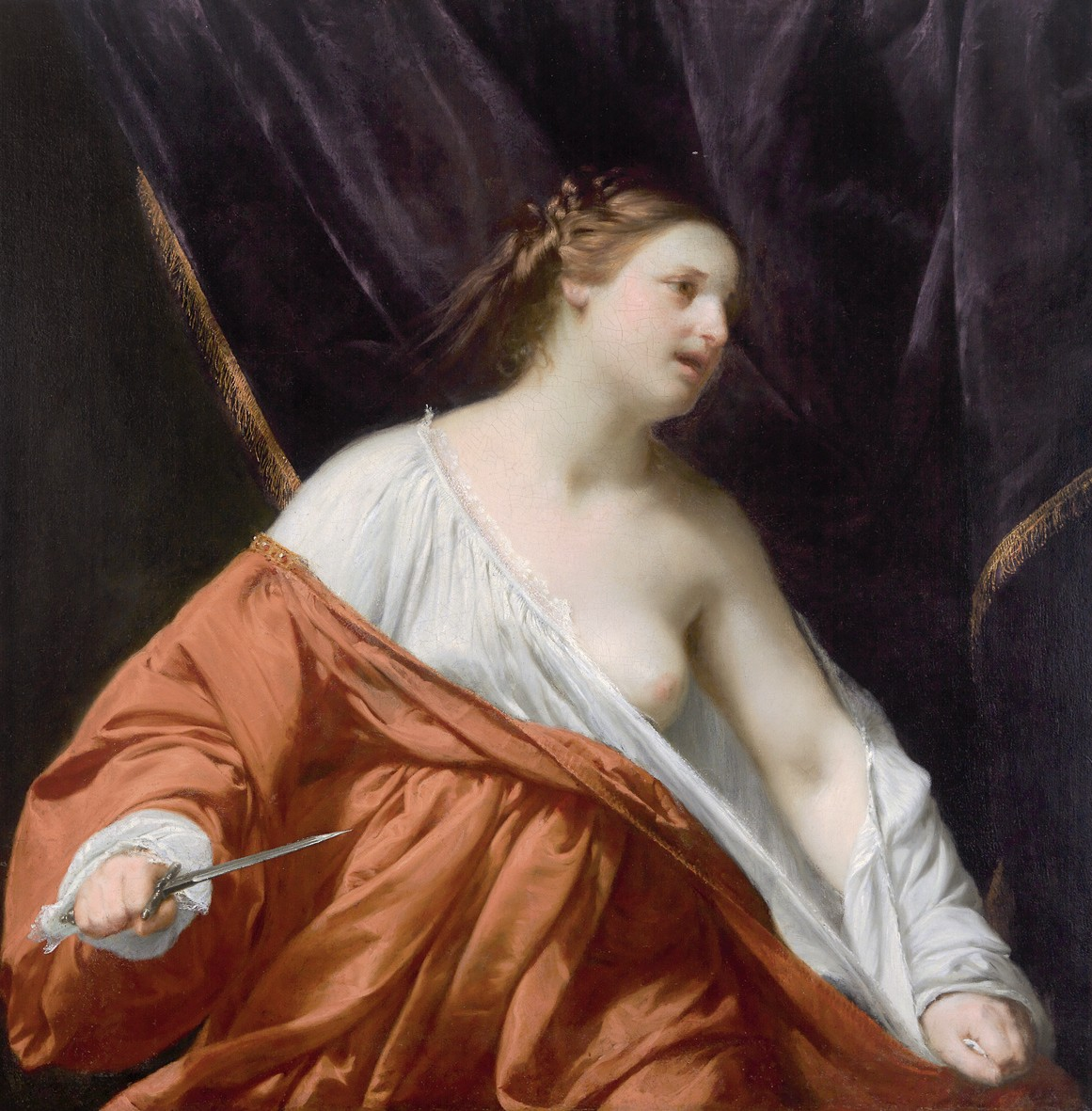
Lucrecia. Museo de Bellas Artes de Lyon.
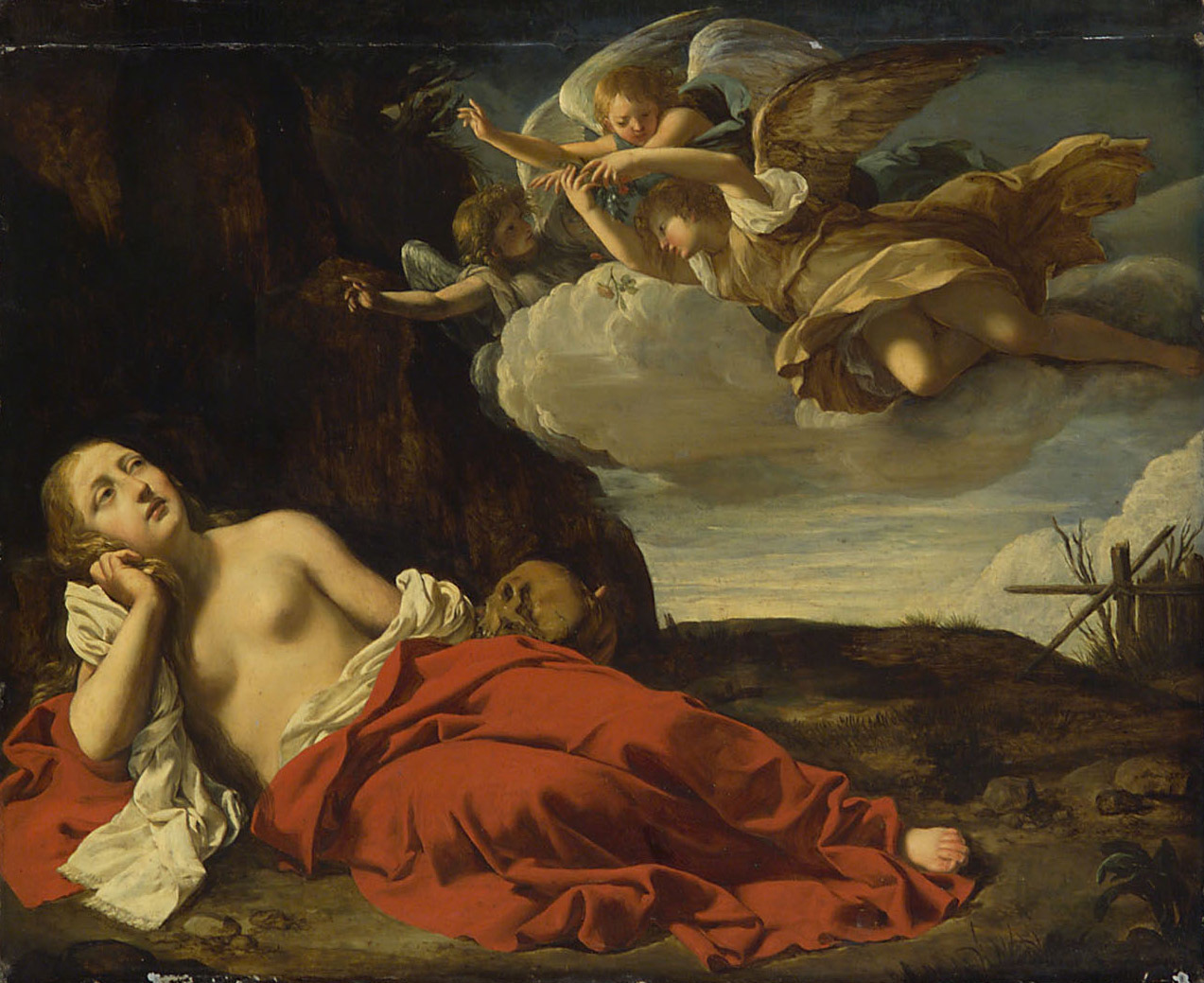
María Magdalena penitente (sobre 1659) Museo de Historia del Arte, Viena.
La muerte de Cleopatra (1661-1662) Museo de Historia del Arte, Viena.
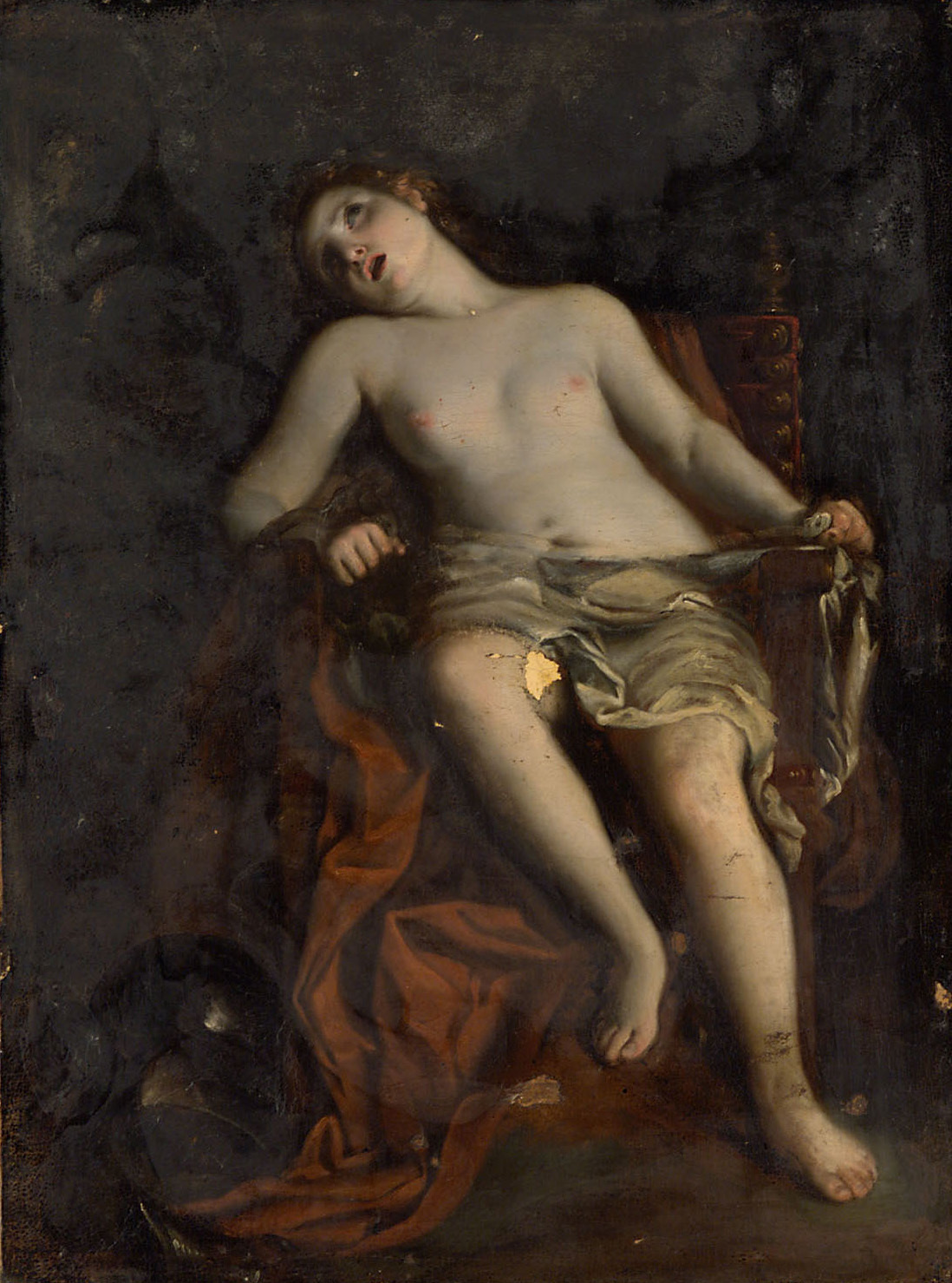
El suicidio de Cleopatra (hacia 1659) Museo de Historia del Arte, Viena.
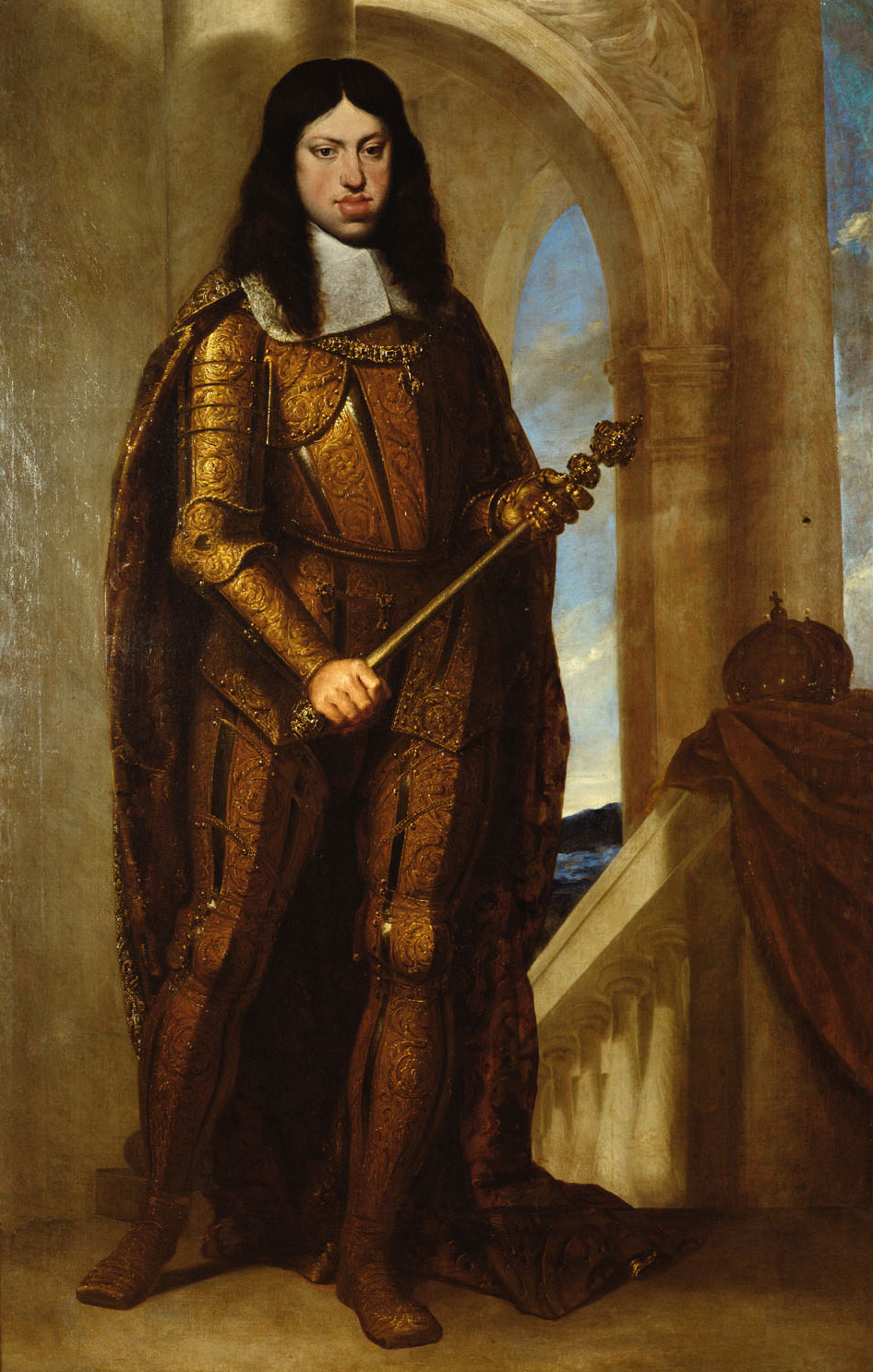
Retrato de Leopoldo I (1657-8) Museo de Historia del Arte, Viena.
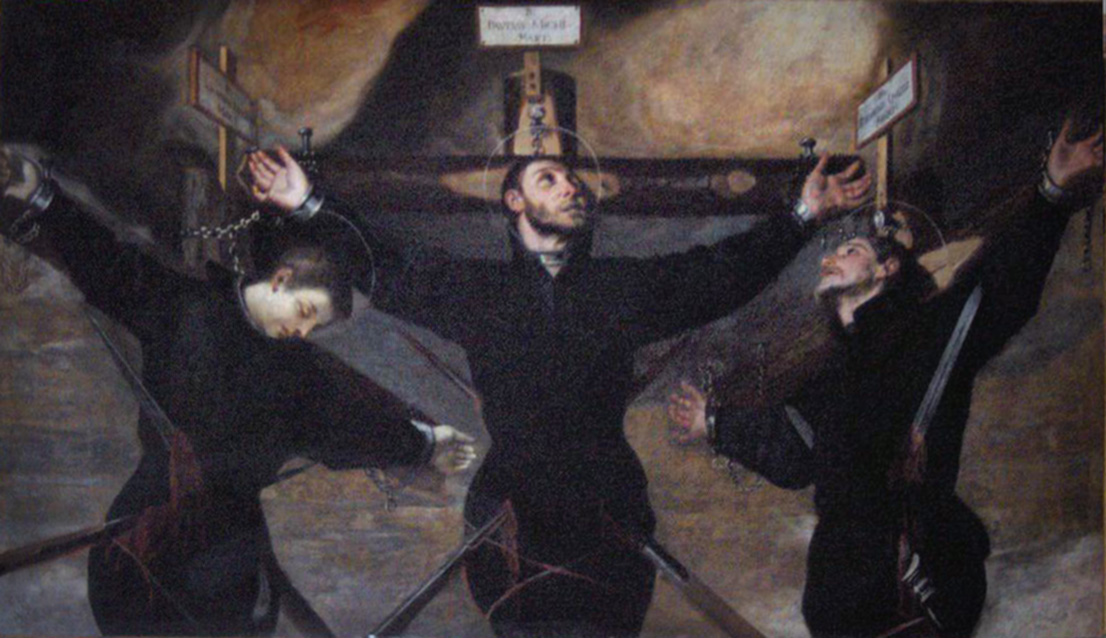
Tres mártires jesuitas en Japón. Iglesia de San Francisco Saverio, Rimini.